# 2016年中国中央电视台春节联欢晚会
2016年中國中央電視台春節聯歡晚會，简称2016年央視春晚是中国中央电视台于2016年2月7日（农历乙未年十二月廿九除夕）為慶祝猴年新年舉辦的綜藝性文藝晚會。

## 前期安排工作

### 主题定位
本届春晚主题定位为“你我中国梦，全面建小康”和“东西南北中，全民大联欢”，仍以“开放办春晚”为创作原则。为体现主题定位，本届春晚设置了四大分会场，其中福建泉州为东部分会场，陕西西安为西部分会场，广东广州为南部分会场，内蒙古呼伦贝尔为北部分会场，四大分会场与主会场密切联动，同唱一首歌曲。

### 导演
2015年10月12日，央视正式向媒体发布吕逸涛任2016年春晚总导演，这也是央视春晚近十五年出现的首位青年导演。吕逸涛曾在2012年、2013年、2014年担任央视春晚执行总导演及2014年央视元宵晚会总导演。本次春晚的运营总监为彭丽娟。

### 主持人
2016年1月24日，央视春晚节目组已经确定朱迅是本届央视春晚西安分会场的主持人。1月25日，主会场的主持人阵容已经基本确定，分别是周涛（最后一主持）、朱军、董卿、撒贝宁、尼格买提和李思思。而其他分会场的主持人也已经确定，央视音乐频道主持人任鲁豫负责主持广州分会场，李佳明负责主持泉州分会场，央视综艺频道主持人马跃则负责主持呼伦贝尔分会场。1月28日，央视春晚节目组正式确定本届春晚的主持人。另外，地方电视台亦会担任本届春晚分会场的主持人，分别是泉州广播电视台的赵琳硕、陕西广播电视台的徐杰、广东广播电视台的邓璐以及内蒙古广播电视台的欧仁图雅。

### 节目选审和彩排
相对于往届的春晚，2016年春晚对语言类节目实行更为严格的“六审”，包括冯巩等主演的一些语言类节目在未彩排之前便做出了较大的修改，以符合本届春晚主题。在歌舞类节目方面，TFBOYS、侯勇、YIF等明星也参与到了此次彩排之中，不过彩排当天，TFBOYS的成员中只有王源和王俊凯现身，没有易烊千玺。
1月25日，央视在老台址（彩电中心）一号演播厅举行了本届春晚的首次带妆带观众彩排。而本届春晚的节目已经基本确定，總共有33个，其中语言类节目有8个。
另外，在春晚西安分会场的彩排式上，一架无人机不顾临时空管措施，干扰彩排，后警方利用干扰器将其迫降，对这架无人机拍摄的视频当场删除，并根据法律对机主进行批评教育。

### 吉祥物

2016年央视春晚吉祥物康康的正面和侧面图

2016年1月21日，央视春晚栏目组在其官方微博上公布了2016年央视春晚的吉祥物，取名“康康”，寓意“康健安泰、康乐吉祥”，是春晚歷史上的第二任吉祥物。其头型是由中国国家一级美术师、清华大学美术学院教授、北京奥运会吉祥物“福娃”的创作者之一韩美林，以中国传统水墨画的艺术形式设计出来的。有媒体指出，吉祥物的整体配色也采用传统中国风，艺术风格独到，个性特征鲜明。但在整个春晚节目中，本吉祥物并未有登场。

### 宣传片
2016年1月25日晚，央视春晚官方微博发布了本届春晚的首部宣传片。

### 新媒体互动
2015年12月4日，央视春晚节目组宣布，根据央视2016年度招标大会的招标结果，支付宝成为本届春晚独家合作互动平台。。
本届春晚的新媒体互动从“抢红包”变成了“咻红包”，支付宝用户在收看春晚时打开支付宝的“咻一咻”功能，即可参与现金总额1亿元的拼手气红包。同时在特定时间内集齐5张福卡的用户可以平分一个价值超过2亿元的超级大红包。

## 节目单
| 时间              | 類型                 | 节目 | 表演者 | 备注                                                                                               |
| ----------------- | -------------------- | --- | --- | -------------------------------------------------------------------------------------------------- |
| 19:57             |                      | 中央电视台春节联欢晚会即将开始                                                                               | 中央电视台春节联欢晚会即将开始                                                                               | |
| 19:59:50-20:00:00 |                      | 整点报时 | 365天，每一天都是美的一天 美的集团诚邀全球华人一起看春晚                                                     | |
| 20:00             | 开场歌舞             | 《春到福来》                                                                                                 | 闫妮、沙溢、蔡国庆、林依轮、刘雨欣、李维、郑兴琦、草帽姐、丁豪夫、潘兴源                                     | |
| 20:15             | 歌曲                 | 《美丽中国走起来》                                                                                           | 凤凰传奇、玖月奇迹                                                                                           | |
| 20:27             | 小品                 | 《快乐老爸》                                                                                                 | 冯巩、徐帆、白凯南、王孝天                                                                                   | |
| 20:33             | 歌曲                 | 《走在小康路上》                                                                                             | 张也 | |
| 20:37             | 儿童节目             | 《幸福成长》                                                                                                 | TFBOYS（加油男孩组合）、月亮姐姐、红果果、绿泡泡                                                             | |
| 20:44             | 小品                 | 《放心吧》                                                                                                   | 孙涛、邵峰、王宏坤、李屹伦                                                                                   | |
| 20:59             | 歌曲                 | 《山水中国美》                                                                                               | 刘涛、梁咏琪、林心如、高博文、张建珍、上海评弹团、苏州评弹学校                                               | 收视率排行第五                                                                                     |
| 21:06             |                      | 福建泉州分会场节目                                                                                           | 福建泉州分会场节目                                                                                           | 福建泉州分会场节目                                                                                 |
|                   | 歌舞                 | 《快乐想念》                                                                                                 | 沙宝亮、吉克隽逸                                                                                             | 该歌曲实际上为翻唱自张惠妹《一想到你呀》，使用的是A-Lin在2015年我是歌手 (第三季)中演唱的编曲版本。 |
| 歌舞              | 《相亲相爱》         | 胡歌、许茹芸                                                                                                 | | |
| 21:14             | 舞蹈                 | 《茉莉花》                                                                                                   | 亚特兰大晨星舞蹈学校华侨华人子女                                                                             | 收视率排行第四                                                                                     |
| 21:21             | 小品                 | 《将军与士兵》                                                                                               | 侯勇 句号 于恒                                                                                               | 收视率排行第一（35.62%）                                                                           |
| 21:35             | 歌曲                 | 《铁血忠诚》                                                                                                 | 中国人民解放军三军仪仗队 张玉华                                                                              | 收视率排行第三（35.11%）                                                                           |
| 21:41             | 歌曲                 | 《多想对你说》                                                                                               | 雷佳 | |
| 21:45             |                      | 陕西西安分会场节目                                                                                           | 陕西西安分会场节目                                                                                           | 陕西西安分会场节目                                                                                 |
|                   | 鼓乐表演             | 《盛世鼓舞》                                                                                                 | 黄豆豆 | |
| 歌曲              | 《丝绸之路》         | 徐千雅、喻越越                                                                                               | | |
| 21:54             | 戏曲                 | 《戏游花果山》                                                                                               | 孟广禄、迟小秋、小香玉、单仰萍、何云、茅善玉、朱元昊、陈丽俐、赵永伟等 山东莱州中华武校、吉林省京剧院        | |
| 22:04             | 歌曲                 | 《华阴老腔一声喊》                                                                                           | 谭维维、张喜民、“华阴老腔”演员                                                                               | |
| 22:11             | 小品                 | 《快递小乔》                                                                                                 | 乔杉、修睿、娄艺潇                                                                                           | |
| 22:25             | 歌曲                 | 《父子》 | 佟铁鑫、杨洋                                                                                                 | |
| 22:32             | 武术                 | 《天地人和》                                                                                                 | 甄子丹、山东莱州中华武校                                                                                     | |
| 22:37             |                      | 歌曲组合《回声嘹亮》                                                                                         | 歌曲组合《回声嘹亮》                                                                                         | 歌曲组合《回声嘹亮》                                                                               |
|                   | 歌曲                 | 《没有共产党就没有新中国》                                                                                   | 霍勇、师鹏、刘和刚                                                                                           | |
| 歌曲              | 《过雪山草地》       | 阎维文 | | |
| 歌曲              | 《山丹丹花开红艳艳》 | 贠恩凤、王向荣、王二妮                                                                                       | | |
| 歌曲              | 《我的祖国》         | 郭兰英、王莉、王庆爽、尤泓斐、金婷婷                                                                         | | |
| 22:45             |                      | 广东广州分会场节目                                                                                           | 广东广州分会场节目                                                                                           | 广东广州分会场节目                                                                                 |
|                   | 歌曲                 | 《发光时代》                                                                                                 | 张杰 | |
| 创意歌舞          | 《冲向巅峰》         | 孙楠 | | |
| 22:52             | 杂技                 | 《直挂云帆》                                                                                                 | 李童、登封市少林鹅坡武术专修院                                                                               | |
| 22:59             | 小品                 | 《是谁呢》                                                                                                   | 郭冬临、黄杨、刘亚津、马天宇、关晓彤                                                                         | |
| 23:15             | 歌舞                 | 《在你伟大的怀抱里》                                                                                         | 马依热·艾买提江、杜淳、蒋欣、汪小敏等                                                                        | |
| 23:25             |                      | 内蒙古呼伦贝尔分会场节目                                                                                     | 内蒙古呼伦贝尔分会场节目                                                                                     | 内蒙古呼伦贝尔分会场节目                                                                           |
|                   | 歌曲                 | 《酒歌》 | 五彩呼伦贝尔儿童合唱团、吉祥三宝、云飞、图雅娜莎                                                             | |
| 歌曲              | 《春天来了》         | | 五彩呼伦贝尔儿童合唱团、吉祥三宝、云飞、图雅娜莎                                                             | |
| 歌曲              | 《守望相助》         | | 五彩呼伦贝尔儿童合唱团、吉祥三宝、云飞、图雅娜莎                                                             | |
| 23:32             | 歌曲                 | 《雪恋》 | 陈思思、北京体育大学                                                                                         | |
| 23:36             | 歌曲                 | 《六尺巷》                                                                                                   | 赵薇 | |
| 23:39             | 小品                 | 《网购奇遇》                                                                                                 | 蔡明、潘长江、高粼粼                                                                                         | |
| 23:54             | 歌曲                 | 《光荣》 | 殷秀梅 | |
| 23:57             | 新年倒计时           | 《北京时间》                                                                                                 | 全体主持人、各分会场                                                                                         | |
| 23:58:55-23:59:49 | 新春钟声             | 《北京时间》                                                                                                 | 倒计时 | |
| 23:59:50-23:59:59 | 新春钟声             | 《北京时间》                                                                                                 | 365天，每一天都是美的一天 美的集团向全球华人拜年（十、九、八）、七、六、五、四、三、二、一                   | |
| 00:00:00          | 新春钟声             | 《北京时间》                                                                                                 | 過年好（拜年啦）                                                                                             | |
| 00:03             | 歌曲                 | 《相逢春天》                                                                                                 | 廖昌永、吕薇、张英席、张妮                                                                                   | |
| 00:08             | 魔术                 | 《家的思念》                                                                                                 | 王亦丰（Yif）                                                                                                | |
| 00:16             | 歌曲                 | 《小梦想 大梦想》                                                                                            | 平安、王紫凝                                                                                                 | |
| 00:21             | 相声                 | 《我知道》                                                                                                   | 李寅飞、李丁                                                                                                 | |
| 00:32             | 歌曲                 | 《吉祥吉祥》                                                                                                 | 萨顶顶、云南彝族“海菜腔”“跳菜舞”演员                                                                         | |
| 00:40             | 結束曲/片尾曲        | 《難忘今宵》                                                                                                 | 李谷一、草蜢、杨培安、信                                                                                     | |
| 00:42             |                      | 亲爱的朋友们中国中央电视台2016年春节联欢晚会到这里就结束了我们再次电视机前的观众的朋友们《新春快乐》我们再见 | 亲爱的朋友们中国中央电视台2016年春节联欢晚会到这里就结束了我们再次电视机前的观众的朋友们《新春快乐》我们再见 | |

已被淘汰出央视春晚并改在央视元宵晚会上演出的节目：
| 類型 | 節目名             | 表演者                         |
| 小品 | 《康庄趣事儿》     | 于谦、张小斐、星光大道选手     |
| 相声 | 《你这样不行》     | 岳云鹏、孙越                   |
| 歌曲 | 《叮咯咙咚呛》     | 安七炫、熊黛林、郭京飞、刘雨欣 |
| 相声 | 《话说美猴王》     | 苗阜、王声                     |
| 哑剧 | 《文明观影》       | 叶逢春、马朋                   |
| 歌曲 | 《带我到山顶》     |                                |
| 歌曲 | 《幸福小康》       |                                |
| 歌曲 | 《迎着梦想的杨光》 |                                |
| 歌曲 | 《红军不怕远征难》 |                                |

## 播出安排

### 直播
- 中国中央電視台綜合頻道（CCTV-1）（含港澳版，now寬頻電視541、澳广视71、亞洲電視15频道）、綜藝頻道（CCTV-3）、中文國際頻道（CCTV-4）、軍事·農業頻道（CCTV-7）、少兒頻道（CCTV-14）、海外娱乐频道（CCTV-娱乐）、 日本CCTV大富：北京時間2016年2月7日20:00。
- 中国国家新闻出版广电总局2月4日发布通知，为提升2016年央视春晚的传播效果，进一步规范转播秩序，各地方台可在获得中央电视台书面授权后，通过并机的方式在除夕当晚转播2016年央视春晚。转播过程中不得遮挡中央电视台台标，不得擅自中断转播或替换节目广告。各台不能安排重播，不能将央视春晚节目拆分作为素材使用或提供给第三方使用。
- 中国中央人民廣播電台（中國之聲、中華之聲、神州之聲、音樂之聲、華夏之聲、文藝之聲、香港之聲）、各地廣播電台、中國國際廣播電台（HIT FM、Easy FM）：北京時間2016年2月7日20:00。
- 澳門澳視澳門台：澳門時間2016年2月7日20:00。
- 马来西亚八度空间：马来西亚时间2016年2月7日20:00。
- 美国鳳凰衛視美洲台：洛杉磯時間2016年2月7日17:00-22:00（由當地機構代播）。
- 美国中文电视：纽约时间2016年2月7日7:00（北京时间2016年2月7日20:00）。

### 重播
- 中国中央電視台以下頻道亦會進行重播（重播的語言類節目均配有字幕，除特別注明外，均以北京時間為準）：
  - 綜合頻道：2月8日8:30-14:00（中插《新聞30分》）
  - 財經頻道：2月8日9:00-13:30
  - 綜藝頻道：2月8日9:00-13:30
  - 中文國際頻道：2月8日8:45-14:34（中插《中國新聞》，三版皆有）、14:34-19:23（歐洲版除外）、16:13-21:00（歐洲版）、22:00-2月9日2:45（歐洲版）、2月10日9:05-14:49（中插《中國新聞》，僅限亞洲版）、22:00-2月11日2:42（亞洲版除外）、2月11日9:00-13:30（美洲版）、2月12日9:05-14:55（中插《中國新聞》，亞洲版）、2月12日9:05-14:55（中插《中國新聞》，亞洲版）、22:00-2月13日2:30（歐洲版）、2月12日9:00-13:30（美洲版）、16:00-20:45（歐洲版）、22:00-2月13日2:45（美洲版）
  - 軍事·農業頻道：2月8日12:00-16:30、2月9日7:00-11:30、2月10日6:00-10:30、2月12日20:00-收台
  - 少兒頻道：2月12日22:00-收台
  - CCTV大富：日本標準時間2月14日14:00-19:00、2月20日17：30-20:00（精編版）
- 美国鳳凰衛視美洲台：美國西岸時間2月7日18:00-23:00（直播版本，為同步播出鳳凰正點播報，刪除後期播出的部分節目內容，當地機構代播）
- 加拿大城市電視：加拿大西岸時間2月7日20:30-2月8日2:30、2月8日12:00-17:30（直播版本）
- 加拿大新時代電視：加拿大西岸時間、東岸時間2月8日12:25-2月10日18:15（直播版本）
- 新加坡新傳媒8頻道：新加坡時間2016年2月9日13:30-18:30。

### 网络
- 1月27日，央视春晚栏目组宣布本届春晚将在中国大陆当局屏蔽的视频网站YouTube平台同步直播，并首次接入高清信号，使用多码率、自适应直播[19]。
- 中国国家版权局2月4日发布通知，称经央视授权，央视网（中国网络电视台）拥有独家享有通过网络传播本届春晚的权利，禁止任何个人和机构非法传播本届春晚[20]。
- 中国央视国际网络有限公司授权优酷土豆、乐视网、爱奇艺、腾讯视频网络直播2016年央视春晚[21]。
- 日本弹幕视频网站Niconico動畫于除夕夜直播春晚[22]。

## 花絮
本届春晚演出的小品《将军与士兵》，因为讲述的是阅兵训练中将军与士兵间的故事，故媒体报道称此小品重现了九三阅兵的场景。而在冯巩的小品《快乐老爸》中，出现了2015年常用的网络流行语，包括“吓死宝宝了”、“主要看气质”等。而由孙涛和邵峰等人表演的小品《放心吧》中，提到了一个北京的手机号“13811651557”。小品播出后，北京一市民的电话因仅与之相差一位而被打爆。  
另外，深圳市优必选科技有限公司研制的机器人和大疆创新研制的无人机亦出现在本届春晚的广州分会场上。
此外，因为本届春晚的艺术顾问阎肃，于2月12日去世，故本届春晚也是阎肃生前的最后一部作品。

## 反响

### 收视
央视新闻频道（CCTV-13）2月8日早间节目《朝闻天下》报道，根据央视网统计的数据，直播期间互联网总体独立访问人数合计13821万人，同比增长41%；总体视频收视次数20100万次，同比增长55%；直播期间最高同时在线2081万人，同比增长23%；直播收拾时长9146万小时。其中，CNTV“海外社交平台直播”累计观看人数115万人。本届春晚直播期间的观看人数达10.33亿，其中6.9亿来自中国大陆的观众通过电视收看晚会直播，有1.38亿来自中国大陆的观众在网上收看春晚直播，整体收视率为30.98%。另外，全球有164个国家和地区的409家广播电视播出机构转播或部分使用6个国际频道的直播节目信号转播本届春晚，其中394家全部转播，15家部分转播。
而就传统观看的收视率而言，2月7日晚间时段52城的自办节目收视率前30名中中央电视台综合频道（18.638%）和综艺频道（13.113%）就占到30%多的收视份额；而其余省级卫星频道上榜的节目基本为转播的春晚。
2月11日，央视公布本届春晚收视率前五的节目，分别是《将军与士兵》（35.62%）、短片《新春贺岁》、老兵张玉华登台的特别设计环节、《茉莉花》和《山水中国美》。

### 评价
根据微博网友直播后发布的观点，2016年央视猴年春晚的政治气氛太过浓烈，超过以往各届，节目全程强调国家的大政方针，且宣传方式过于直白，并非春晚的本来面目。因此，对于本届晚会，负面评价甚嚣尘上，节目恶评如潮，更有人戏称以后的春晚应当“八点整就让李谷一老师开始唱难忘今宵”、「每年从第一个节目看到最后，只有昨天没看完就睡了」、「今年的春晚烂出了境界和高度」。美国CNN网站报道指出本届春晚是史上最差的一届，此前1985年春节联欢晚会曾被称为最差一届，但当时的问题大多只是技术问题，而非2016年春晚般不接地气的宣传方式。
对此，北京外国语大学传媒系副教授乔木认为“春晚代表党教育人民，代表人民感激党，是民族传统和红色文化得到最佳的传承。受党领导的央视必须旗帜鲜明地体现政治气息，利用春晚深入浅出、形式多样地教育引导人民，真正做到‘随风潜入夜，润物细无声’。”其言论一经发表，引来非议的同时，也被部分人在仔细阅读其完整言论后给出了“高级黑”的评价。
作家刘仰则认为，“当今中国，找个手艺好的导演很难。找个三观正的导演更难。找个手艺好且三观正的导演更是难上加难。文艺路线偏了三十年，要改过来，不是一朝一夕的事，而是一、二代人的事。今年央视春晚有感。”
中共中央国家机关工委主办的《紫光阁》杂志则先后引用了毛泽东《在延安文艺座谈会上的讲话》和习近平在在文艺工作座谈会上的讲话，不点名地批评本届春晚缺乏艺术性、脱离群众，引发了网民的共鸣。
中央电视台于除夕当天春晚播出时段内，透过电话调查了海外观众对节目的满意程度。调查结果显示，95%的受访观众对今年春晚表示满意或基本满意。在日本视频网站niconico动画上，有71%的日本观众认为春晚精彩。

### 相关物品网上热销
在春晚结束后，一些演员同款服装以及晚会上演出所用的道具便开始在网上热销。不过有律师表示，在不清楚明星衣着品牌的情况下，网店店主使用印有明星肖像的图片，涉嫌侵权。

## 争议

### 节目安排争议
由于本届春晚节目组沒有向六小齡童發出邀請，因此六小龄童不能参加本届春晚。此前六小龄童曾表示可以隨時參加當年的央視戲曲春節晚會。不过，在1988年、1992年和2004年的春晚上，六小齡童均有参与演出。若等到下一个猴年（即2028年），他將接近70歲，或將很難再進行高難度的猴戲表演，故網友希望六小龄童能再上一次春晚。而此前，六小龄童曾接连参与多地省级卫视春节晚会的表演，因此央视可能考虑观众有审美疲劳之嫌。

### 吉祥物的争议
本届春晚的吉祥物“康康”，因为立体图是一隻全身有紅綠黃三色的小猴子，加上臉部下方有兩球不明物體，整體造型呈现怪異感，引发網友热议。有网友评论称“红绿灯成精”、“瞬間不想屬猴”等，还有网友给“康康”取了“猴赛雷”（粤语“好犀利”的谐音）的绰号，更有网友将其PS进行重新设计。由于网友讨论太過強烈，央视春晚官方微博于1月21日晚刪除了帶有立體效果圖的微博。不过吉祥物头型设计者韩美林表示：“我只设计了一个猴子头的正面图，别的我都没有参与，3D设计方案从来没有看到过。”另外，韩美林也对关于吉祥物脸上的两个球的问题作出解释，称“小猴子吃东西吃到很多的时候，腮帮子就会呈现出鼓鼓的样子，而这两个球就为了体现这种效果”。
而此前在2015年11月，央视春晚节目组从百余件设计师提交的作品中选出四只猴子，由观众投票选出本届春晚吉祥物。不过在四只猴子设计图中，没有出现韩美林的头型设计图。
此外，在“康康”这一吉祥物推出后，一些出售絨毛玩具的小商家或批發市場業者，已经在柜台摆出了絨毛玩具、鑰匙圈、面具、抱枕、吊飾還有白短T恤及外套及周边产品出售。不过央视官方表示，称央视从未授權商家製作和銷售「康康」玩偶及紀念品，市面上出现的商品均为盜版，并指出此行为涉嫌违法。
然而“康康”这一吉祥物在春晚直播的全程均未出现。

### 假唱
本届春晚舞台上所演唱的歌曲全部疑似假唱。

### 支付宝红包争议
春晚与支付宝合作推出“咻一咻”“集齐五张福卡，平分2.15亿现金红包”活动，观众热情高涨，总参与次数达到了惊人的3245亿次，但大多数人因为缺少“敬业福”而“五福不全”倍感失落，最后仅有约80万人集齐（0.139%），被批“全民红包耍猴游戏”。